# Nam nhi đương tự cường
"Nam nhi đương tự cường" (chữ Hán: 男兒當自強) là bài hát chủ đề của bộ phim "Hoàng Phi Hồng" năm 1991, được chuyển thể từ bài hát cổ "Tướng quân lệnh" (將軍令) của đàn tỳ bà, với phần lời do Hoàng Triêm viết. Phiên bản nổi tiếng nhất được trình bài bởi giọng ca của Lâm Tử Tường và hòa âm của Romeo Díaz.
Bài hát có giai điệu hoành tráng, lời bài hát đề cao sự nam tính và tinh thần tự giác. Dựa trên chủ đề của bộ phim, nó còn thể hiện ý thức dân tộc mạnh mẽ. Bài hát đã ngay lập tức trở thành hit khi phát hành, đoạt giải Kim Mã Đài Loan cho Bài hát trong phim gốc hay nhất và Giải Giai điệu vàng Singapore cho Bài hát chủ đề phim hay nhất và vẫn được hát cho đến ngày nay. Một số nhà bình luận cho rằng "Nam nhi đương tự cường" là một sự bất thường nổi bật trong số những bài hát nổi tiếng của Trung Quốc toàn về chủ đề tình ca.

## Sáng tạo
Theo lời thuật của nhà soạn nhạc phim Hoàng Trạm Sâm, từ những thập niên 1940 đến 970, nhiều loạt phim truyện tiếng Quảng Đông về nhân vậy Hoàng Phi Hồng đã sử dụng bài hát cổ "Tướng quân lệnh" làm giai điệu chủ đề. Vì vậy, khi thực hiện series "Hoàng Phi Hồng", đạo diễn Từ Văn Quang cũng đã cho rằng nên sử dụng nhạc khúc "Tướng quân lệnh" cho phim. Khi Hoàng Trạm Sâm nhận được yêu cầu này, ông cho rằng "Tướng quân lệnh" quá rườm ra, phức tạp và không phù hợp với thị hiếu của khán giả lúc bấy giờ, vì vậy, nó cần được làm gọn và chỉ giữ lại phần tinh hoa. Hoàng Trạm Sâm sau đó đã chuyển thể 5 phiên bản khác nhau, nhưng đạo diễn Từ Văn Quang đều không hài lòng. Lúc này, Hoàng Trạm Sâm tình cờ thông qua Hoàng Bách Cao, giám đốc điều hành cấp cao của Warner Records, biết được Lâm Tử Tường, một ca sĩ thuộc Warner Records vào thời điểm đó, luôn muốn hát "Tướng quân lệnh". Hoàng Trạm Sâm cảm thấy vô cùng thú vị với nam ca sĩ này, vì vậy ông đã viết bản thảo phần lời cuối cùng cho bài hát chỉ trong vòng một ngày  Một giả thuyết khác cho rằng khi Hoàng Trạm Sâm đang trò chuyện với Hoàng Bách Cao, phiên bản cuối cùng của "Nam nhi đương tự cường" đã được hoàn thành và sẵn sàng để thu âm.
Vì Lâm Tử Tường phải vội vã sang Mỹ nên ôngphải thu âm các bài hát tiếng Quan thoại và tiếng Quảng Đông với phần đệm của nhạc cụ keyboard điện tử đơn giản; bản nhạc đệm của dàn nhạc Trung Hoa đã được thêm vào sau đó. Từ Văn Quang tiết lộ rằng sau khi Lâm Tử Tường thu âm xong phần vocal, ông đã nói rằng ông chưa bao giờ nghĩ rằng bài hát này lại khó hát đến vậy. Lâm Tử Tường nói rằng không ai yêu cầu ông hát cao hơn quãng tám ở cuối trong quá trình ghi âm, nhưng ông đã nương theo cảm xúc của mình và hát cao hơn quãng tám một cách tự nhiên.

## Đặc điểm
Phần nhạc của "Nam nhi đương tự cường" được tập hợp từ các đoạn diễn tấu tỳ bà trong "Tướng quân lệnh" (nguyên gốc gồm 10 đoạn). Các đoạn được sử dụng bao gồm đoạn dẫn "Trú mã thính", đoạn đầu "Nhất thống thái bình", đoạn ba "Thái cực lưỡng nghi", đoạn bốn “Tam tài chí thắng” và đoạn bốn “Tứ hải thanh ninh”.
Giai đậu của âm nhạc truyền thống Trung Hoa được chuyển sang nhịp 4/4 gọn gàng, tăng thêm cảm giác hiện đại.Cấu trúc hình thái của âm nhạc phương Tây được áp dụng mang tính phổ quát, dễ tiếp thu hơn. Kỹ thuật phối âm cũng được chú ý xen kẽ các nhạc cụ cổ truyền Trung Hoa với các nhạc cụ phương Tây.
Lời bài hát chủ yếu là các đoạn nhấn chỉ một chữ một âm nên nghe rất “hoành tráng và sôi động”. Có 2 phiên bản tiếng Quan thoại và tiếng Quảng Đông, ý nghĩa của các từ đều giống nhau, chỉ khác nhau một vài từ.
Sự khác biệt trong các phiên bản tiếp theo của "Nam nhi đương tự cường" chủ yếu thể hiện ở phần phối khí, ngoài ca sĩ. Ví dụ phiên bản 1992 của Phùng Sĩ Long diễn tấu bởi các nhạc cụ điện tử, trong khi các nhạc cụ dân tộc nguyên bản trong phiên bản 1991 của Lâm Tử Tường được mô phỏng bằng máy tổng hợp.

## Đánh giá
Các nhà phê bình đã đưa ra nhiều ý kiến trái chiều:Nhà phê bình Chu Diệu Vĩ cho rằng lời bài hát mang tính khuôn mẫu điển hình của nam giới và tính nghệ thuật không cao. Nhà phê bình Hoàng Chí Hoa cho rằng do giai điệu và tính chất của phim nên lời bài hát mang nhiều tính khẩu hiệu, từ ngữ lặp lại và đơn điệu. Nhà viết lời bài hát Dương Hy cho rằng trong lời bài hát không có từ thừa, tập trung vào hình ảnh và hoàn cảnh của người anh hùng, đồng thời nhiều lần cường điệu hóa cảm giác “nóng bỏng” khiến khán giả khó quên. Phó giáo sư Hà Hạnh Phong, Khoa Ngữ Văn Trung Hoa Đại học Trung văn Hồng Kông, nhận xét: “Nửa sau của bài hát này cũng mang đến trạng thái thống nhất giữa con người và thiên nhiên..." 

## Giải thưởng và danh hiệu
- 1992: Ca khúc phim gốc hay nhất tại Liên hoan phim Kim Mã lần thứ 29
- 1993: Giải Giai điệu vàng Singapore lần thứ nhất “Giải Ca khúc chủ đề phim hay nhất”
- 2005: Được chọn vào danh sách "100 bài hát vàng của phim Hoa ngữ trong thế kỷ (1905-2005)" của Hiệp hội Điện ảnh Trung Quốc [13]
- 2010: Được chọn cho "Giải thưởng Giai điệu vàng Trung Quốc: 30 bài hát trong 30 năm" của "Liên minh âm nhạc Trung Quốc quốc tế" [14]
- 2011: Một trong những cuộc thi "Vua lúa mì - 30 ca khúc vàng Quảng Đông trong 30 năm" (do cử tri bình chọn) [15]